# Corsier-sur-Vevey
Corsier-sur-Vevey är en ort och  kommun i distriktet Riviera-Pays-d'Enhaut i kantonen Vaud, Schweiz. Kommunen har 3 428 invånare (2023).
Charlie Chaplin och hans fru Oona ligger begravda i Corsier-sur-Vevey.